# 李嘉祥 (寶山縣知縣)
李嘉祥，满洲人，清朝政治人物。

## 生平
李嘉祥曾于1815年接替万台任江苏宝山县知县一职，1816年由江世璋接任。